# Шебек Сергій Олександрович
Сергій Олександрович Шебек (* 14 червня 1960, Київ) — колишній український футбольний суддя, представляв Київ. Арбітр ФІФА. Рекордсмен українського найвищого дивізіону за кількістю проведених ігор — 226 матчів.

## Життєпис
Був арбітром з 1976 року. Із 1986 року обслуговував матчі команд другої ліги СРСР, перші два роки працював суддею на лінії. Був асистентом, зокрема Олександра Балакіна, багатьма іншими відомими українськими арбітрами. Потім став арбітром у полі, далі два роки був асистентом у першій союзній лізі, де був у бригадах Мирослава Ступара, Анатолія Попова, Сергія Хусаїнова. У сезоні 1992/93 рр. 32-літній суддя дебютував у вищій лізі України. Представляв місто Київ, у роки роботи зріст становив 175 см, вага — 69 кг. Завершив кар'єру після сезону 2008/09.
Працював менеджером зі спортзв'язків київської фірми «Елетер», що проектує та встановлює опалювальне устаткування для будівель, сакральних споруд та спортивних полів.
Нагороджений медаллю Федерації футболу Київщини «За заслуги» ІІ ступеня.
Одружений, має доньку. Захоплення: автомобілі.

## Статистика сезонів в елітному дивізіоні
Дані з урахуванням сезону 2008/09
І — ігри, Ж — жовті картки, Ч — червоні картки, П — призначені пенальті
| Сезон   | І   | Ж   | Ч  | П  |
| ------- | --- | --- | -- | -- |
| 1992/93 | 7   | 9   | -  | 1  |
| 1993/94 | 13  | 21  | 2  | 10 |
| 1994/95 | 12  | 38  | 3  | 2  |
| 1995/96 | 8   | 18  | 2  | 3  |
| 1996/97 | 12  | 32  | 1  | 2  |
| 1997/98 | 13  | 45  | 5  | 3  |
| 1998/99 | 15  | 49  | 1  | 3  |
| 1999/00 | 16  | 64  | 3  | 2  |
| 2000/01 | 14  | 75  | 2  | 3  |
| 2001/02 | 14  | 55  | -  | 3  |
| 2002/03 | 16  | 63  | 2  | 4  |
| 2003/04 | 15  | 58  | 6  | 5  |
| 2004/05 | 17  | 83  | 4  | 6  |
| 2005/06 | 16  | 63  | 2  | 3  |
| 2006/07 | 16  | 54  | 2  | 7  |
| 2007/08 | 13  | 58  | 3  | 5  |
| 2008/09 | 9   | 29  | -  | 4  |
| Усього  | 226 | 814 | 38 | 66 |